# سكريبد
سكريبد (بالإنجليزية: Scribd)‏ (تلفظ Scribd Inc. / (ˈskrɪbd / هي خدمة اشتراك في الكتب الإلكترونية e-book والكتب الصوتية audiobook الأمريكية تتضمن مليون عنوان. يستضيف سكريبد Scribd ما يبلغ 60 مليون مستند على منصته المفتوحة للنشر.
تأسست في عام 2007 من قبل Trip Adler وJared Friedman وTikhon Bernstam، ومقرها في سان فرانسيسكو، كاليفورنيا، وتدعمها Khosla Ventures وY Combinator وCharles River Ventures وRedpoint Ventures.
تتوفر خدمة الاشتراك في الكتب الإلكترونية من Scribd على الهواتف الذكية والأجهزة اللوحية التي تعمل بنظام أندرويد وأي أو إس، بالإضافة إلى أجهزة Kindle Fire وNook وأجهزة الكمبيوتر الشخصية. يمكن للمشتركين الوصول إلى كتب غير محدودة شهريًا من 1.000 ناشر، بما في ذلك Bloomsbury وHarlequin وHarperCollins وHoughton Mifflin Harcourt وLonely Planet وMacmillan وPerseus Book Group وSimon & Schuster وWiley وWorkman.
لدى Scribd حوالي 80 مليون مستخدم، وقد تمت الإشارة إليه باسم «Netflix للكتب».

## تاريخيا

### التأسيس (2007-2013)
بدأ Scribd كموقع لاستضافة المستندات ومشاركتها. أثناء وجوده في جامعة هارفارد، بدأ Trip Adler إنشاء Scribd بعد التعرف على العملية المطولة المطلوبة لنشر الأوراق الأكاديمية. قيل لوالده، وهو طبيب في جامعة ستانفورد، إن الأمر سيستغرق 18 شهرًا لنشر بحثه الطبي. أراد Adler إنشاء طريقة بسيطة لنشر ومشاركة المحتوى المكتوب عبر الإنترنت. شارك في تأسيس Scribd مع Jared Friedman وحضر الفصل الافتتاحي لـ Y Combinator في صيف عام 2006. هناك، تلقى Scribd تمويلًا أوليًا بقيمة 120,000 دولارًا أمريكيًا، ثم تم إطلاقه في شقة في سان فرانسيسكو في مارس 2007.
أطلق على Scribd اسم «موقع YouTube للوثائق»، مما يتيح لأي شخص النشر الذاتي على الموقع باستخدام قارئ المستندات الخاص به. يقوم قارئ المستندات بتحويل ملفات PDF ومستندات Word وPowerPoint إلى مستندات ويب يمكن مشاركتها على أي موقع ويب يسمح بالتضمين. في عامه الأول، نما Scribd بسرعة إلى 23.5 مليون زائر في نوفمبر 2008. كما تم تصنيفه كواحد من أفضل 20 موقعًا للتواصل الاجتماعي وفقًا لـ Comscore.
في يونيو 2009، أطلق Scribd متجر Scribd، مما مكن الكُتَّاب من تحميل وبيع النسخ الرقمية لعملهم بسهولة عبر الإنترنت. في نفس الشهر، دخل الموقع في شراكة مع Simon & Schuster لبيع الكتب الإلكترونية على Scribd. أتاحت الصفقة إصدارات رقمية من 5000 عنوان للشراء على Scribd، بما في ذلك كتب من أفضل الكتاب مبيعًا مثل Stephen King وDan Brown وMary Higgins Clark.
في أكتوبر 2009، أطلق Scribd قارئه ذو العلامات التجارية لشركات الإعلام بما في ذلك The New York Times وLos Angeles Times وChicago Tribune وHuffington Post وTechCrunch وMediaBistro. بدأت ProQuest في نشر الأطروحات والأطروحات على Scribd في ديسمبر 2009. في أغسطس 2010، بدأت العديد من الوثائق البارزة التي تمت استضافتها على Scribd في الانتشار، بما في ذلك حكم California Proposition 8، الذي حصل على أكثر من 100000 مشاهدة في حوالي 24 دقيقة، ودعوى HP ضد انتقال Mark Hurd إلى Oracle.

### خدمة الاشتراك (2013 - الآن)
في أكتوبر 2013، أطلق Scribd رسميًا خدمة الاشتراك غير المحدود للكتب الإلكترونية. أعطى هذا للمستخدمين وصولاً غير محدود إلى مكتبة Scribd للكتب الرقمية مقابل رسوم شهرية ثابتة. أعلنت الشركة أيضًا عن شراكة مع HarperCollins والتي أتاحت القائمة الكاملة لكتالوج HarperCollins في خدمة الاشتراك. وفقًا لشانتال ريستيفو-أليسي، كبير الإداريين الرقميين في HarperCollins، كانت هذه هي المرة الأولى التي يصدر فيها الناشر مثل هذا الجزء الكبير من الكتالوج الخاص به. في مارس 2014، أعلن Scribd عن صفقة مع Lonely Planet، تقدم مكتبة ناشر السفر بالكامل في خدمة الاشتراك الخاصة بها.
في مايو 2014، زاد Scribd عرض الاشتراك الخاص به مع 10000 عنوان من Simon & Schuster. تضمنت هذه العناوين أعمالًا لمؤلفين مثل: Ray Bradbury وDoris Kearns Goodwin وErnest Hemingway وWalter Isaacson وStephen King وChuck Klosterman وDavid McCullough.
أضاف Scribd الكتب الصوتية إلى خدمة الاشتراك في نوفمبر 2014 والكتب المصورة في فبراير 2015.
في فبراير 2016، أُعلن أن العناوين من مجموعة دورية للمكتبة ستكون متاحة لقراءة غير محدودة، وسيكون للمشتركين أرصدة لقراءة ثلاثة كتب وكتاب صوتي واحد شهريًا من المكتبة بأكملها مع أرصدة غير مستخدمة تنتقل إلى التالي شهر.
تم إيقاف نظام إعداد التقارير في 6 فبراير 2018، لصالح نظام «كتالوجات الكتب الإلكترونية والكتب الصوتية المتغيرة باستمرار» والتي توفر «عددًا غير محدود من الكتب والكتب الصوتية، إلى جانب الوصول غير المحدود إلى الأخبار والمجلات والوثائق والموسيقى الورقية» مقابل رسم اشتراك شهري قدره 8.99 دولارًا أمريكيًا. ومع ذلك، في ظل هذه الخدمة غير المحدودة، قد يقوم Scribd أحيانًا «بتحديد قدرتك على الوصول إلى عنواوين محددة داخل المكتبة بفترة معينة تمتد إلى 30 يومًا».
في أكتوبر 2018، أعلن Scribd عن اشتراك مشترك في Scribd وThe New York Times مقابل 12.99 دولارًا شهريًا.

### الكتب الصوتية
في نوفمبر 2014، أضاف Scribd كتبًا صوتية إلى مكتبة الاشتراك الخاصة به. أشارت Wired إلى أن هذه كانت أول خدمة اشتراك توفر وصولاً غير محدود إلى الكتب الصوتية، و«تمثل تحولًا أكبر بكثير في طريقة استهلاك المحتوى الرقمي عبر الشبكة». في أبريل 2015، وسعت الشركة كتالوج الكتب الصوتية في صفقة مع Penguin Random House. أضاف هذا 9000 كتاب صوتي إلى منصتها بما في ذلك عناوين لمؤلفين مثل لينا دنهام وجون غريشام وجيليان فلين وجورج آر.مارتن.

### الرسوم الهزلية
في فبراير 2015، قدم Scribd الرسوم الهزلية إلى خدمة الاشتراك الخاصة به. أضافت الشركة 10000 قصة مصورة ورواية مصورة من ناشرين بما في ذلك Marvel وArchie وBoom! استوديوهات وديناميت وIDW وValiant. وشملت هذه المسلسلات مثل Guardians of the Galaxy وDaredevil وX-O Manowar وThe Avengers. ومع ذلك، في ديسمبر 2016، تم حذف القصص المصورة من الخدمة بسبب انخفاض الطلب.

## الجدول الزمني
في فبراير 2010، كشف Scribd النقاب عن أول خططه للهواتف المحمولة للقراء الإلكترونيين والهواتف الذكية. في أبريل 2010، أطلق Scribd ميزة جديدة تسمى "Readcast"، والتي تسمح بالمشاركة التلقائية للوثائق على Facebook وTwitter. أيضًا في أبريل 2010، أعلن Scribd عن تكامله مع المكونات الإضافية الاجتماعية لـ Facebook في مؤتمر مطوري Facebook f8.
طرح Scribd إعادة تصميم في 13 سبتمبر 2010 ليصبح، وفقًا لـ TechCrunch، «الشبكة الاجتماعية للقراءة».
في أكتوبر 2013، أطلق Scribd خدمة الاشتراك في الكتب الإلكترونية، مما يسمح للقراء بدفع رسوم شهرية ثابتة مقابل الوصول غير المحدود إلى جميع عناوين كتب Scribd.
في أغسطس 2020، أعلنت Scribd عن استحواذها على SlideShare المملوكة لشركة LinkedIn مقابل مبلغ لم يكشف عنه.

## الأمور المالية
تم تمويل الشركة مبدئيًا بمبلغ 120.000 دولار أمريكي من Y Combinator في عام 2006، وتلقت أكثر من 3.7 مليون دولار أمريكي في يونيو 2007 من Redpoint Ventures وThe Kinsey Hills Group. في ديسمبر 2008، جمعت الشركة 9 ملايين دولار أمريكي في جولة تمويل ثانية بقيادة Charles River Ventures مع إعادة استثمار من Redpoint Ventures وKinsey Hills Group. انضم David O. Sacks، الرئيس التنفيذي السابق للعمليات في PayPal ومؤسس Yammer وGeni، إلى مجلس إدارة Scribd في يناير 2010.
في يناير 2011، جمع Scribd مبلغًا إضافيًا قدره 13 مليون دولار أمريكي في جولة بقيادة MLC Investments of Australia وSVB Capital. في يناير 2015، جمعت الشركة 22 مليون دولار أمريكي في تمويل جديد من شركة Khosla Ventures مع الشريك Keith Rabois للانضمام إلى مجلس إدارة Scribd.
في عام 2019، جمع Scribd مبلغ 58 مليون دولار من التمويل الجديد بقيادة شركة النمو Spectrum Equity.

## التقنية
في يوليو 2008، بدأ Scribd في استخدام iPaper، وهو تنسيق مستند غني مشابه لـ PDF مصمم للويب، والذي يسمح للمستخدمين بتضمين المستندات في صفحة ويب. تم إنشاء iPaper باستخدام Adobe Flash، مما يسمح بمشاهدته بنفس الطريقة عبر أنظمة تشغيل مختلفة (Windows وMac OS وLinux) بدون تحويل، طالما أن القارئ لديه Flash مثبت (على الرغم من أن Scribd قد أعلن عن دعم غير Flash لجهاز iPhone). يمكن تنسيق جميع أنواع المستندات الرئيسية في iPaper بما في ذلك مستندات Word وعروض PowerPoint التقديمية وملفات PDF ومستندات OpenDocument ومستندات OpenOffice.org XML وملفات PostScript.
يتم استضافة جميع مستندات iPaper على Scribd. يسمح Scribd للمستندات المنشورة بأن تكون خاصة أو مفتوحة لمجتمع Scribd الأكبر. يمكن أيضًا تضمين عارض مستندات iPaper في أي موقع ويب أو مدونة، مما يجعل من السهل تضمين المستندات في تخطيطها الأصلي بغض النظر عن تنسيق الملف. تطلب Scribd iPaper تمكين ملفات تعريف ارتباط فلاش Flash cookies، وهو الإعداد الافتراضي في Flash.
في 5 مايو 2010، أعلن Scribd أنهم سيحولون الموقع بأكمله إلى HTML5 في مؤتمر Web 2.0 في سان فرانسيسكو. أبلغ موقع TechCrunch أن Scribd ينتقل بعيدًا عن Flash إلى HTML5. "أخبرني جاريد فريدمان، المؤسس المشارك ومدير التكنولوجيا في Scribd:" إننا نلغي ثلاث سنوات من تطوير Flash ونراهن على HTML5 لأننا نعتقد أن HTML5 هي تجربة قراءة أفضل بكثير من Flash. الآن يمكن لأي مستند أن يصبح صفحة ويب. "
يحتوي Scribd على واجهة برمجة تطبيقات API خاصة به لدمج تطبيقات خارجية / جهات خارجية، ولكنه لم يعد يقدم حسابات API جديدة.
منذ عام 2010، أصبح Scribd متاحًا على الهواتف المحمولة وأجهزة القراءة الإلكترونية، بالإضافة إلى أجهزة الكمبيوتر الشخصية. اعتبارًا من ديسمبر 2013، أصبح Scribd متاحًا في متاجر التطبيقات والأجهزة المحمولة المختلفة.

## التلقي

### اتهامات التعدي على حق المؤلف
تم اتهام Scribd بانتهاك حقوق النشر. في سبتمبر 2009، زعمت الكاتبة الأمريكية إيلين سكوت أن سكريبد «يستفيد بلا خجل من الأعمال المسروقة المحمية بحقوق الطبع والنشر لعدد لا يحصى من المؤلفين». سعى محاموها للحصول على حالة الدعوى الجماعية class action status في جهودهم لكسب تعويضات من Scribd بزعم «انتهاك فاضح لحقوق الطبع والنشر» واتهموه بانتهاك حقوق الطبع والنشر المحسوب من أجل الربح. تم إسقاط الدعوى في يوليو 2010.
في عام 2007، بعد عام واحد من إنشائه، تلقى Scribd 25 إشعارًا بإزالة قانون حقوق النشر الرقمية للألفية (DMCA). (إن DMCA تعني قانون حقوق المؤلف للألفية الرقمية Digital Millennium Copyright Act).
كتبت صحيفة الغارديان أن «مؤلفة هاري بوتر [جي كي رولينغ] من بين الكتاب الذين صُدموا لاكتشاف توفر كتبهم للتنزيل المجاني. قال نيل بلير، محامي رولينج، إن تنزيلات هاري بوتر كانت» غير مصرح بها وغير قانونية «... الروايات الوحيدة المتاحة من Scribd. يؤدي البحث السريع إلى ظهور روايات من سلمان رشدي وإيان ماك إيوان وجيفري آرتشر وكين فوليت وفيليبا جريجوري وجيه آر آر تولكين».
الخلافات Controversies
في مارس 2009، تم تسريب كلمات مرور العديد من عملاء Comcast على Scribd. تمت إزالة كلمات المرور في وقت لاحق عندما نشرت صحيفة نيويورك تايمز الخبر.
في يوليو 2010، أفاد Gigaom أنه تم تحميل نص فيلم The Social Network (2010) وتسريبه على Scribd ؛ تمت إزالته على الفور بناءً على طلب DMCA الخاص بشركة Sony.
بعد قرار المحكمة الجنائية الثانية عشرة للسلام في إسطنبول بتاريخ 8 مارس 2013، تم حظر الوصول إلى Scribd لمستخدمي الإنترنت في تركيا.
في يوليو 2014، تم رفع دعوى قضائية ضد Scribd من قبل المدافعين عن حقوق ذوي الإعاقة (يمثلها Haben Girma)، نيابة عن الاتحاد الوطني للمكفوفين ومقيم كفيف في فيرمونت، بزعم إخفاقه في توفير الوصول إلى القراء المكفوفين، في فعل يمثل انتهاكا للأمريكيين ذوي الإعاقة. انتقل Scribd إلى الرفض، بحجة أن ADA ينطبق فقط على المواقع المادية. في مارس 2015، قضت محكمة مقاطعة فيرمونت الأمريكية بأن قانون ADA يغطي الأعمال التجارية عبر الإنترنت أيضًا. تم التوصل إلى اتفاق تسوية، حيث وافق Scribd على توفير محتوى يمكن الوصول إليه للقراء المكفوفين بحلول نهاية عام 2017.

### معرف الكتاب BookID
لمواجهة تحميل المحتوى غير المصرح به، أنشأ Scribd BookID، وهو نظام آلي لحماية حقوق النشر يساعد المؤلفين والناشرين على تحديد الاستخدام غير المصرح به لأعمالهم على Scribd. تعمل هذه التقنية من خلال تحليل المستندات للبيانات الدلالية والبيانات الوصفية والصور والعناصر الأخرى وإنشاء «بصمة fingerprint» مشفرة للعمل المحمي بحقوق النشر.

## تنسيقات الملفات المدعومة
تشمل التنسيقات المدعومة:
(Microsoft Excel (.xls.xlsx
(Microsoft PowerPoint (.ppt.pps.pptx.ppsx
(Microsoft Word (.doc.docx
(OpenDocument (.odt.odp.ods.odf.odg
(OpenOffice.org XML (.sxw.sxi.sxc.sxd
نص عادي (.txt)
تنسيق المستند المحمول (pdf.)
(PostScript (.ps
تنسيق نص منسق (.rtf)
تنسيق ملف الصورة الموسوم (.tif.tiff)

## وصلات خارجية
- الموقع الرسمي